# Bambi (Film)
Der Kinderfilm Bambi aus dem Jahr 1942 ist der fünfte abendfüllende Zeichentrickfilm der Walt-Disney-Studios. Er basiert auf dem 1923 erschienenen Buch Bambi. Eine Lebensgeschichte aus dem Walde des österreichischen Schriftstellers ungarischer Herkunft Felix Salten.

## Handlung
In einem Wald wird ein kleiner Weißwedelhirsch oder Maultierhirsch namens Bambi geboren. Schnell verbreitet sich diese Nachricht im Wald und alle Tiere versammeln sich, um das Junge zu begrüßen, das zuerst noch etwas ängstlich und unsicher auf den Beinen wirkt. Kurz darauf lernt Bambi bei einer Exkursion mit seiner Mutter seine beiden neuen Freunde kennen: das freche Kaninchen Klopfer und das schüchterne Stinktier Blume. Zusammen erleben sie zunächst eine glückliche und sorglose Kindheit. Auf einer Wiese lernt er seine Freundin Feline kennen, aber auch die Gefahr durch die Menschen, die immer wie eine dunkle Bedrohung über dem Leben der Tiere liegt. Sommer und Herbst vergehen wie im Fluge, Bambi wächst heran und lernt immer mehr dazu. Im Winter wird seine bisher relativ unbeschwerte Kindheit abrupt beendet: Durch die Kugel eines Jägers verliert er seine Mutter. Sein Vater, der große Fürst des Waldes, nimmt sich des kleinen Halbwaisen an.
Jahre später ist Bambi zu einem stattlichen jungen Hirsch herangewachsen. Als er neben Klopfer und Blume auch seine Jugendfreundin Feline wiedersieht, verlieben sich die beiden ineinander. Da aber auch ein anderer Hirsch Feline begehrt, kommt es zu einem dramatischen Kampf gegen den Rivalen. Bambi behält die Oberhand und kann so Feline für sich gewinnen. Beide leben fortan glücklich zusammen.
Eines frühen Morgens erwacht Bambi, geweckt von Lagerfeuerrauch, und geht der Sache nach. Auf einer Klippe, die freie Sicht über das Tal bietet, begegnet er seinem Vater, der ihn warnt, dass die Jäger in großer Zahl wieder im Wald sind und sie sich tief in den Wald zurückziehen müssen. Im Tal steigt die Rauchsäule eines Lagerfeuers der Jäger auf. Beide wollen schon fliehen, als Bambi einfällt, dass er die noch schlafende Feline warnen muss. Feline ist aber unterdessen aufgewacht und hat sich ihrerseits auf die Suche nach Bambi begeben. Beide verpassen sich knapp, als Bambi seinen nächtlichen Ruheplatz wieder aufsucht. Die ersten Schüsse hallen durch den Wald und unter den Tieren bricht Panik aus. Unterdessen wird Feline von einem Rudel Jagdhunde entdeckt und gehetzt. In letzter Sekunde kann sie sich auf eine Klippe retten. Inzwischen setzt der Funkenflug des unbeaufsichtigten Lagerfeuers rasend schnell den gesamten Wald in Brand. Bambi hört die Hilferufe von Feline und eilt zur Rettung. Mutig stürzt er sich auf die Hundemeute und kann sie mit Geweihschlägen und Huftritten für kurze Zeit in Schach halten. Feline gelingt es, sich zu retten. Auch Bambi schafft es knapp, der Hundemeute zu entkommen. Er rettet sich mit einem Sprung über einen großen Abgrund, bevor die verbliebenen Hunde erneut seine Fährte aufnehmen können, wird dabei aber mitten im Sprung angeschossen. Halb bewusstlos schlägt er auf der anderen Seite des Abgrunds auf. Inzwischen hat sich der Waldbrand weiter ausgebreitet, der Himmel ist tiefrot gefärbt. Bambi liegt apathisch und schmerzerfüllt am Boden, als sein Vater erscheint und ihn streng auffordert, aufzustehen und sich zusammenzunehmen.
Noch benommen kommt Bambi endlich wieder auf die Beine. Gemeinsam mit seinem Vater flieht er vor dem Feuer durch einen Fluss. Beherzt stürzen sich beide einen Wasserfall hinunter, um dem Feuer zu entkommen. Unterdessen haben sich viele Tiere auf eine kleine Inselgruppe retten können. Auch Feline steht am Ufer und hält verzweifelt nach Bambi Ausschau. Aus dem Rauch und Nebel auftauchend, erreichen schließlich auch Bambi und sein Vater schwimmend die Inselgruppe. Feline schmiegt sich liebevoll an Bambi. Beide sind gerettet und wieder vereint.
Ein Jahr später hat der erwachende Frühling einen großen Teil der Waldbrandschäden bereits überwuchert, als eines frühen Morgens eine neue Kunde im Wald für Aufregung sorgt: Feline ist Mutter geworden. Alle Tiere, unter anderem auch Klopfer und Blume, mittlerweile selbst Väter geworden, eilen zu der jungen Mutter. Dort erwartet sie eine weitere, freudige Überraschung: Feline hat Zwillinge zur Welt gebracht. Die Kamera schwenkt von der glücklichen Mutter zu einem hohen Felsenkliff, auf dem Bambi und sein Vater stehen. Sie wechseln verständnisvolle Blicke, dann zieht sich Bambis Vater zurück. Seine Aufgabe ist erfüllt. Bambi senkt kurz traurig den Kopf über den Weggang seines Vaters, richtet ihn aber gleich wieder auf und thront nun, im Licht des Sonnenaufgangs stehend, stolz und glücklich über seinem Reich. Nun ist er der Fürst des Waldes. Langsam blendet die Kamera aus dieser letzten Filmszene aus.

## Figuren
BambiDer junge Hirsch ist die Hauptfigur der Geschichte. Er lernt, beginnend mit seiner sorglosen Kindheit, die schönen Seiten des Lebens, aber bald auch dessen mitunter tödliche Gefahren kennen.
Bambis Mutter (Mother)Sie kümmert sich selbstlos um den kleinen Bambi und lehrt ihn die Geheimnisse des Waldes. Sie opfert später ihr Leben für Bambi, indem sie die Aufmerksamkeit eines Jägers auf sich lenkt und erschossen wird.
Bambis Vater (The Great King of the Forest)Der große König des Waldes ist der älteste und weiseste Hirsch des Waldes, der Bambi zunächst verschlossen, unnahbar und übermächtig erscheint. Er hält sich aber immer im Hintergrund in Bambis Nähe auf, um ihm notfalls jederzeit helfen zu können, und nimmt sich des kleinen Bambi an, nachdem dessen Mutter getötet wurde.
Klopfer (Thumper)Das freche, junge Wildkaninchen ist einer von Bambis besten Freunden. Klopfer wird oft von seiner Mutter ermahnt, nicht so frech und vorlaut zu sein, und muss häufig die Lebensweisheiten seines Vaters rezitieren, wie etwa: „If you can’t say something nice … don’t say nothing at all!“ (Wenn man nichts Nettes zu sagen hat … soll man den Mund halten.). Dieser Satz wurde von Peter Behn ungeplant gesprochen, als dieser bei der Vertonung seinen eigentlichen Text vergessen hatte. Die Produzenten waren davon so begeistert, dass für diesen Satz eine Extra-Szene entworfen wurde.
Blume (Flower)Das kleine, schüchterne Stinktier ist Bambis zweiter Freund. Er kam zu seinem Namen, weil Bambi, als er sprechen lernte, ihn in einem Blumenbeet entdeckte und prompt mit „Blume“ ansprach.
Feline (Faline)Bambis Freundin. Bambi und Feline lernen sich zunächst als Kinder auf der Wiese kennen. Als beide später erwachsen sind, verlieben sie sich ineinander.
Freund Eule (Friend Owl)Eine weise alte Eule, die Bambi seit seiner Kindheit kennt. Sie klärt ihn schließlich, als er erwachsen ist, über die Wirkung der Liebe auf.
RonnoBambis Nebenbuhler beim Kampf um Feline. Er wird von Bambi in einem dramatischen Hirschkampf besiegt und muss geschlagen das Feld räumen. Er wird namentlich nicht im Film, aber sowohl in Felix Saltens Buch als auch in Bambi 2 erwähnt.
Tante Ena (Aunt Ena)Felines Mutter, die namentlich ebenfalls nur in der Buchvorlage erwähnt wird.

## Produktion

### Entstehungsgeschichte
Die Rechte an der Verfilmung von Bambi wurden 1933 vom MGM-Regisseur Sidney Franklin erworben, der die Geschichte ursprünglich als Realfilm auf die Leinwand bringen wollte. Er hatte bereits mit der Arbeit am Film begonnen, als er feststellen musste, dass die Technik eines Realfilms nicht adäquat ist, um die Romanvorlage umzusetzen. So kam er auf die Idee, das Ganze als Zeichentrickfilm umzusetzen, und wandte sich 1935 an Walt Disney. Franklin und Disney schlossen einen Vertrag zur Zusammenarbeit über dreieinhalb Jahre, doch auch als sich die Arbeiten an Bambi schließlich über sieben Jahre hinzogen, hielt die Freundschaft und Zusammenarbeit der beiden Männer über die offizielle Vertragslaufzeit hinaus an. Disney bedankte sich mit dem Satz „To Sidney A. Franklin – our sincere appreciation for the inspiring collaboration.“ im Filmvorspann bei Franklin.
Die Vorproduktion zu Bambi begann 1936, und ursprünglich sollte der Film nach Schneewittchen und die sieben Zwerge (1937) als zweiter abendfüllender Disney-Zeichentrickfilm in die Kinos kommen. Disneys Perfektionsdrang verzögerte aber das Projekt immer mehr, so dass schließlich Pinocchio (1940), Fantasia (1940) und Dumbo (1941) noch vor Bambi veröffentlicht wurden.
Nach dem Kriegseintritt der Vereinigten Staaten wurden alle zivilen Filmprojekte eingestellt und im Auftrag des Verteidigungsministeriums kurze Propagandafilme hergestellt. Nur an Bambi wurde weitergearbeitet. Zeitweise arbeiteten drei Viertel des gesamten Disney-Produktionsteams ausschließlich an Bambi. Außerdem wurde bei diesem Film in besonders großem Umfang die von den Disney-Studios entwickelte Multiplan-Kamera für realistische, dreidimensional wirkende Kamerafahrten durch eine Zeichentricklandschaft eingesetzt. Dies ist besonders gut in der Eingangssequenz des Films zu sehen.
Die Filmpremiere sollte ursprünglich im Lincoln-Theater in Damariscotta, Maine, Vereinigte Staaten stattfinden. Allerdings wurde befürchtet, dass sich die in Maine lebenden Jäger durch den Film angegriffen fühlen könnten. Die Weltpremiere war stattdessen am 8. August 1942 in London, die US-Premiere folgte am 13. August in der Radio City Music Hall von New York. Der Schweizer Premiere von Bambi 1942 im Zürcher Kino „Rex“ wohnte der Romanautor Felix Salten bei. Die Deutschlandpremiere von Bambi war im Dezember 1950. Wiederaufführungen folgten 1964, 1973, 1983 und 1993.

### Filmmusik
Das Komponieren der eigentlichen Filmmusik zu Bambi sollte ursprünglich Frank Churchill übernehmen, fertige Kompositionen lagen bereits vor. Doch Walt Disney lehnte ab und betraute stattdessen Edward H. Plumb mit dieser Aufgabe, während Churchill die Lieder komponieren sollte. Plumb steuerte mit seiner klassisch-orchestralen Musik eines der wichtigsten Stilmittel von Bambi bei, Charles Henderson war für die Chorarrangements zuständig. Die Filmmusik erhält bei diesem Film besondere Bedeutung, da Bambi nur rund eintausend Worte Dialog aufweist und die Musik deswegen umso wirkungsvoller sein muss. Sie wird im gesamten Film nur zweimal für circa 18 Sekunden unterbrochen.
Plumb fasste die Stimmung des Waldes und die Persönlichkeiten der einzelnen Tiere gekonnt in Noten. Für die Herbstmontage interpretierte er Maurice Ravels Stücke „Daphnis und Cloe“ und „La Valse“ auf seine Art und schrieb sie für Chor und Orchester um. Auch Plumbs versierter Umgang mit dem nur aus drei Noten bestehenden Motiv der Menschen beeindruckt. Der Einsatz dieses Motivs in der Sterbeszene von Bambis Mutter ist derart eindringlich, dass es fortan sofort mit drohendem Unheil in Verbindung gebracht wird. Dieses Motiv inspirierte später den amerikanischen Komponisten John Williams zu seinem berühmten Leitthema zu Der weiße Hai. Die beiden Stücke unterscheiden sich nur darin, dass beim Weißen Hai die mittlere Note fehlt und eine Zweitonfolge als Basis verwendet wird. Auch der Komponist Russell Garcia ließ sich offensichtlich von diesem Motiv inspirieren. Er folgte dem Dreitonfolge-Thema von Bambi mit seinem Stück „Fear“ aus dem Film Die Zeitmaschine von 1960 noch wesentlich genauer.
Die Lieder und der Score für Bambi wurden optimal aufeinander abgestimmt, sodass musicaltypische Brüche weitgehend vermieden werden. Es entstanden vier einfühlsame Songs, die im Film durchweg aus dem Off gesungen werden – eine Besonderheit, weil in den meisten anderen Disney-Zeichentrickfilmen die Lieder von den Charakteren selbst gesungen werden. Darüber hinaus ist die Musik im Film geradezu perfekt an den Rhythmus der Bilder angepasst. Das sogenannte Mickey-Mousing wurde durch verschiedene Klangfarben, Tonhöhen und Rhythmen derart einfallsreich eingesetzt, dass neben Orchester und Chor nur sehr wenige Geräuscheffekte benötigt wurden. Ein Beispiel hierfür ist der Song „Little April Shower“, der während der Szene mit dem Frühlingsregen für passende Untermalung sorgt.
Das Hauptthema des Films Love Is a Song (That Never Ends) (deutscher Titel: Liebe ist mehr als nur ein Wort – Liebe kennt keine Grenzen) schrieb Churchill gemeinsam mit Larry Morey, der bereits bei Schneewittchen und die sieben Zwerge mitgewirkt hatte. Morey war bei Bambi vor allem für die Texte der Songs zuständig. Aus Zeitgründen mussten gegen Ende der Produktion Kollegen musikalisch aushelfen, sodass auch Charles Walcott, Alexander Steinert, der Dirigent der Aufnahmesitzungen, und Paul J. Smith, der für die Orchestration zuständige Musiker, als Co-Komponisten genannt werden müssten.
Der Ganze Film-Score ist wie eine Symphonie strukturiert.

### Synchronisation
| Rolle          | Rolle            | Originalsprecher              | Deutsche Sprecher (1950) | Deutsche Sprecher (1973) |
| -------------- | ---------------- | ----------------------------- | ------------------------ | ------------------------ |
| Bambi          | als Baby         | Bobby Stewart                 | Bobby Stewart            | Bobby Stewart            |
| Bambi          | als Kind         | Donnie Dunagan                | Mario Doerner            |                          |
| Bambi          | als Jugendlicher | Hardie Albright               | Michael Günther          | Sven Plate               |
| Bambi          | als Erwachsener  | John Sutherland               |                          | Uwe Paulsen              |
| Klopfer        | als Kind         | Peter Behn                    | Wilfried Schaelicke      |                          |
| Klopfer        | als Jugendlicher | Tim Davis                     | Wilfried Schaelicke      | Oliver Rohrbeck          |
| Klopfer        | als Erwachsener  | Sam Edwards                   |                          |                          |
| Blume          | als Kind         | Stan Alexander                |                          | Corinna Fehrs            |
| Blume          | als Jugendlicher | Tim Davis                     |                          | Corinna Fehrs            |
| Blume          | als Erwachsener  | Sterling Holloway             | Horst Buchholz           | Eberhard Prüter          |
| Feline         | als Kind         | Cammie King                   |                          | Madeleine Stolze         |
| Feline         | als Erwachsene   | Ann Gillis                    |                          | Susanne Tremper          |
| Bambis Mutter  | Bambis Mutter    | Paula Winslove                | Friedel Schuster         | Almut Eggert             |
| Bambis Vater   | Bambis Vater     | Fred Shields                  | Konrad Wagner            | Arnold Marquis           |
| Freund Eule    | Freund Eule      | Will Wright                   | Georg Thomalla           | Hans Hessling            |
| Ochsenfrosch   | Ochsenfrosch     | Clarence Nash                 | Georg Thomalla           |                          |
| Mr. Mole       | Mr. Mole         | (wahrscheinlich) Perce Pearce | Georg Thomalla           |                          |
| Frau Hase      | Frau Hase        | Margaret Lee                  |                          | Inge Wolffberg           |
| Frau Waschbär  | Frau Waschbär    | Thelma Boardman               |                          | Renate Danz              |
| Mrs. Possum    | Mrs. Possum      | Mary Lansing                  |                          | Renate Danz              |
| Mutter Wachtel | Mutter Wachtel   | Thelma Boardman               |                          | Inge Landgut             |
| Eichhörnchen   | Eichhörnchen     | Stuart Erwin                  |                          |                          |

Die deutsche Erstsynchronisation wurde 1950 im Auftrag des deutschen Erstverleihers RKO von der Firma Elite Film Franz Schröder in Berlin-Dahlem angefertigt. Das Buch schrieben Fritz A. Koeniger und Bruno Hartwich, die Dialogregie übernahm Bruno Hartwich allein. Diese erste Synchronisation hielt sich in Text und Gestaltung noch eng an das englische Original. So wurden sämtliche Lieder hier noch auf Englisch belassen, und Bambi wird korrekt als „der kleine Prinz“ angesprochen. Hier hat die Synchronisation noch einen ernsten Charakter und richtet sich mehr an ein erwachsenes Publikum. 
Die zweite Synchronisation entstand 1973 anlässlich der Wiederaufführung im Verleih Fox-MGM bei Simoton Film GmbH in Berlin. Buch, Regie, Liedertexte und musikalische Leitung standen hier unter der Leitung von Heinrich Riethmüller. Mit der Synchronisation von 1973 wollte man auch diesen Disney-Klassiker wie viele andere „modernisieren“ und „kindgerechter“ gestalten. Vieles wurde gegenüber dem Original und der ersten Fassung von 1950 geglättet und verharmlost. So entstanden zahlreiche Ungenauigkeiten:
- Dass Bambi im Original „the young prince“ (der junge Prinz) und sein Vater „the great prince of the forest“ (der große Fürst des Waldes) ist, bleibt in dieser Synchronisation unerwähnt.
- Der Frosch, der auf der Wiese weghüpft, sagt in der deutschen Synchronisation „Er hat recht“ (in Bezug auf Klopfers Meinung zu den Blüten und dem Grünzeug), im Original aber „Watch out“ („Pass auf“), damit er nicht aus Versehen von Bambi gebissen oder zertreten wird.
- Nach dem Tod von Bambis Mutter sagt Bambis Vater nur die beiden Sätze „Your Mother can’t be with you anymore. Come, my son“. Die Synchronisation von 1973 ist wortreicher: „Du brauchst auf deine Mutter nicht mehr zu warten. Die Jäger haben sie. Du musst jetzt ganz tapfer sein und lernen, auf dich allein aufzupassen … Komm, mein Sohn“. Auch die Übersetzung ist nicht richtig, da Bambi nicht „gewartet“, sondern seine Mutter verzweifelt gesucht hat.

Die deutsche Fassung von 1950 ist seit Mitte der 1970er-Jahre offiziell aus dem Verkehr gezogen. Nur die zweite Synchronisation darf nach Willen der Disney Company und Buena Vista heute noch verwendet werden und ist somit auf allen Veröffentlichungen für Video und DVD enthalten.
Die deutschen Übersetzungen der vier Liedtexte von Love is a Song (Liebe ist mehr als nur ein Wort), Little April Shower (Kleiner Regen im April), Let’s sing a gay little Spring Song (Frühling) und Looking for Romance (Ich singe mein Lied) in der zweiten deutschen Synchronisation des Films aus dem Jahr 1973 stammen von Heinrich Riethmüller.

## Hintergrund

### Restaurierung
2004 wurde der Film von der Firma Lowry Digital Images aufwendig restauriert. Als Vorlage dienten die Originalnegative, welche in der Library of Congress gelagert werden und zu zerfallen drohten, da der Film auf altem, instabilem Filmmaterial aus Zelluloid aufgenommen wurde. In etwa 9600 Arbeitsstunden mussten stückweise die circa 110.000 Einzelbilder von Hand gereinigt und die Ursprungsfarben anhand der noch vorhandenen Originalzeichnungen und der Glasbilder der Multiplan-Kamera wiederhergestellt werden.
Um die Farben des Films exakt wieder in den Zustand zu bringen, in dem sie sich 1942 befanden, reichte es nicht, einfach die Farben von den noch vorhandenen Originalzeichnungen unverändert zu übernehmen. Bambi war auf sogenanntem „Successive Exposure-Film“ (SE-Film) aufgenommen, der den Kontrast und die Farbsättigung verstärkte. Das Restaurationsteam arbeitete hier mit der Firma Kodak zusammen, die noch über altes Filmmaterial verfügte, das dem in den 1940er Jahren benutzten SE-Film chemisch und technisch sehr ähnlich war. Auf dieses Material wurden die Originalzeichnungen abfotografiert, um erst von diesem Filmmaterial aus die Farbtöne korrekt wiederherzustellen.
Die Restaurierungsarbeiten dauerten vierzehn Monate. Anschließend wurde neben einer neuen, hochauflösenden 4K-Digitalversion auch ein neues analoges Masterband erstellt. Im März 2005 wurde der Film schließlich in vollständig restaurierter Fassung erstmals auf DVD vorgestellt.
Bei der Restaurierung wurde auch ein Fehler gegen Ende des Films korrigiert. Nach dem Waldbrand sieht man eine Waschbärenmutter, die ihr Kind sauberleckt. Mitten in der Szene wechselte das Kind jedoch von einem Bild zum nächsten seine Position in die andere Bildhälfte, und die Mutter leckte durch die Luft. In der restaurierten Fassung bleibt das Kind an der richtigen Stelle.
Auch die Tonspur wurde einer digitalen Bearbeitung unterzogen. Die ursprüngliche Mono-Tonspur, die schon 1996 für die Laserdisc-Version des Filmes in Stereo aufgearbeitet worden war, wurde von Rauschen und anderen Störgeräuschen befreit und in das 7.1-Format umgewandelt. Allerdings sind die typischen, für heutige Verhältnisse extremen Verzerrungen der alten Lichttonspur weiterhin enthalten und deutlich wahrnehmbar.

### Einfluss

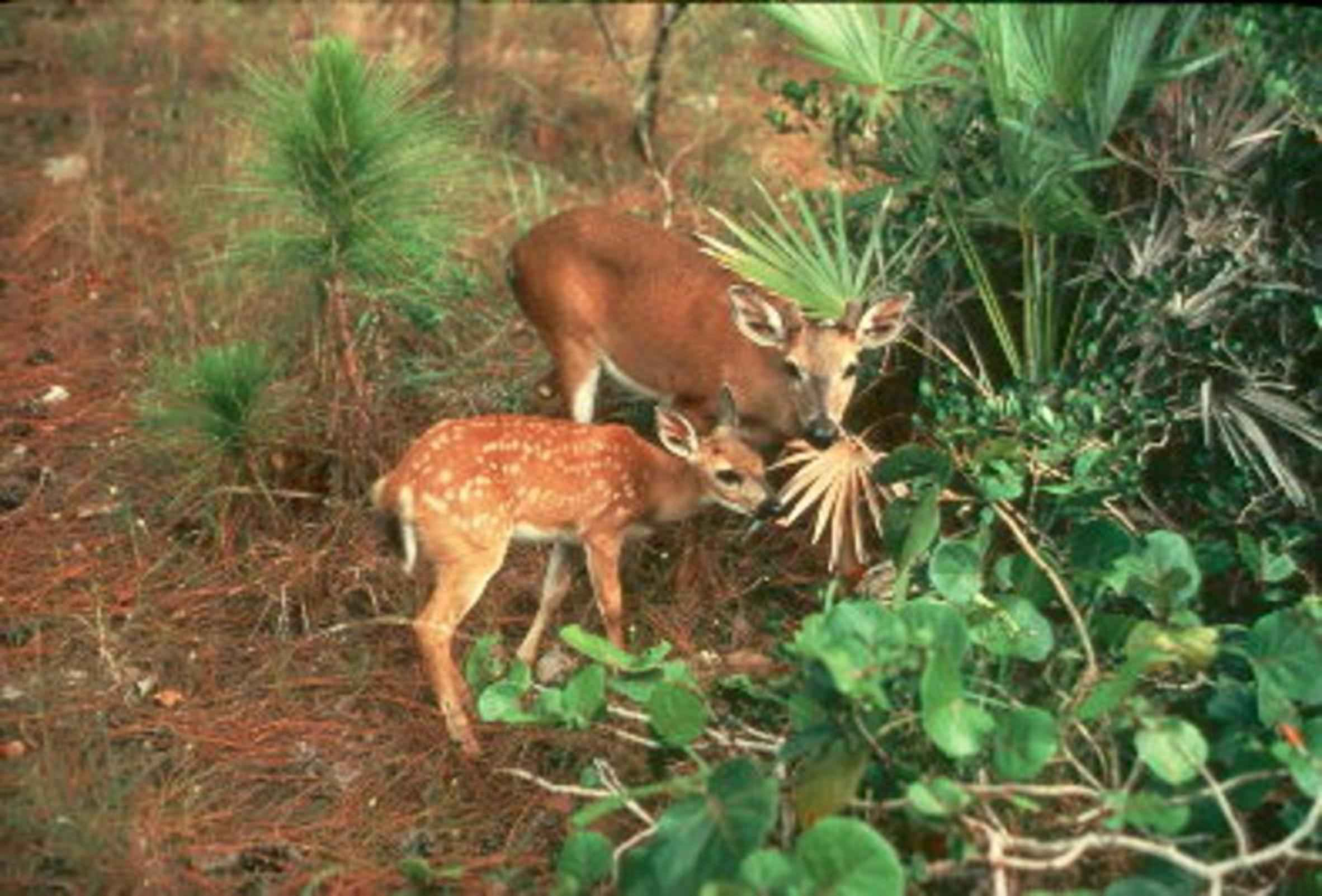
Weißwedelhirsche

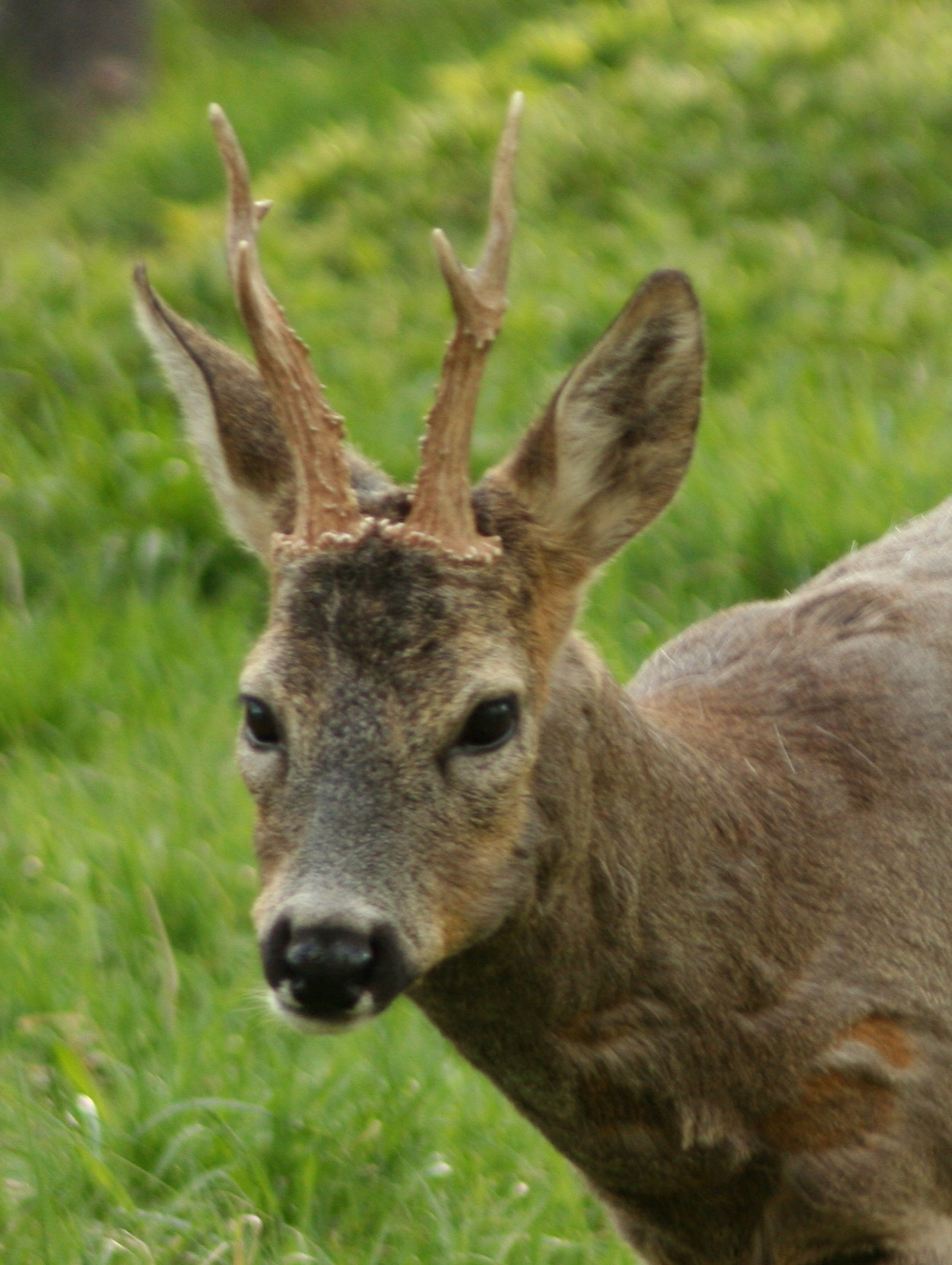
Rehbock

Bambi diente außerdem als Vorbild für den in den 1990er Jahren ebenfalls von Disney produzierten Zeichentrickfilm Der König der Löwen. Dieser Film wurde von Kritikern sogar als „Bambi in Afrika“ bezeichnet. Besonders der Tod von Mufasa in Der König der Löwen ähnelt sehr stark der Szene, in der Bambis Mutter stirbt. In frühen Entwürfen dieser Szene sollte Bambi ebenfalls zu seiner toten Mutter zurückkehren und sie bitten, aufzustehen. Disney gefielen diese Entwürfe jedoch nicht. In einer der ersten Änderungen sollte Bambi dann nur zum Körperabdruck seiner Mutter im Schnee zurückkehren. Doch auch das war Disney noch zu drastisch:

“You never come back and show the imprint of the mother. It’s all by suggestion … I just wonder if coming back and seeing her form isn’t just sticking a knife in their hearts … He’s hunting his mother and he never finds her … It stops any awkward business of him seeing his mother’s form and start any extra crying.”

„Man kehrt nicht zurück und zeigt den Abdruck der Mutter im Schnee. Das passiert alles durch Andeutungen … Ich frage mich, ob der Abdruck im Schnee ihnen [dem Publikum] nicht geradewegs das Herz brechen würde … [Bambi] sucht seine Mutter und wird sie niemals finden … So vermeiden wir eine heikle Situation und unnötige Tränen.“

Auch der japanische Manga-Künstler Osamu Tezuka ließ sich für seine Figur Kimba, der weiße Löwe von Bambi inspirieren. Dazu Robin Pen im Science-Fiction- und Fantasy-Magazin Eidolon:

“Osamu Tezuka was happy to acknowledge the inspiration that the works of Walt Disney and his employers had on his own creations. He even acknowledged that ‘Bambi’ assisted the creation of his lion king story. It is reasonable and responsible of artists to be inspired by others and to study their techniques, and there is no shame in admitting so.”

„Osamu Tezuka gab freimütig zu, dass seine eigenen Schöpfungen von den Werken Walt Disneys und seiner Mitarbeiter inspiriert wurden. Er räumte sogar ein, dass Bambi die Erschaffung seiner Löwenkönig-Geschichte unterstützt hatte. Dass sich ein Künstler vom anderen inspirieren lässt und dessen Techniken studiert, ist nur recht und billig. Es gibt keinen Grund, das nicht zuzugeben.“

### Fortsetzung
Die Fortsetzung Bambi 2 – Der Herr der Wälder hatte am 27. April 2006 in Deutschland Kinopremiere. In den Vereinigten Staaten wurde er nicht im Kino aufgeführt, sondern nur als „Direct to Video“ auf Videokassette und DVD veröffentlicht.

## Analyse

### Dramaturgie
In Bambi wurde bewusst auf eine – wie sonst üblich – durchgehende Filmhandlung und ein vorbestimmtes Ziel für den Protagonisten verzichtet. Wie Saltens Literaturvorlage besteht auch der Film vielmehr aus einer Reihe von kleinen und großen Ereignissen, die dem jungen Hirsch von seiner Geburt an über seine Jugendjahre widerfahren. Der Film wird nur aus der Sicht der Tiere erzählt. Ein exakter zeitlich definierter Ablauf in Wochen, Monaten oder Jahren nach menschlichen Maßstäben wird vermieden. Vielmehr werden die Übergänge der wechselnden Jahreszeiten für den Geschichtsfluss verwendet, so zum Beispiel in der Herbst- bzw. Winterszene, wo sich die Farbgebung des Films von Grün über Goldgelb und fallende Blätter langsam in kalte, winterliche Weißtöne ändert.
Die für Cartoons eigentlich typischen Übertreibungen oder Unmöglichkeiten werden weitestgehend vermieden und der Schwerpunkt auf eine realistische, wenn auch poetische, Darstellung der Tierwelt und der Story gelegt. Dazu der Filmhistoriker John Culhane:

“The power of it was that is was real. It was there. You could walk into it and live with those animals. If there had ever been the question in the audience’s mind as to whether the forest and this creatures were true, the hunter’s hounds could never have chased Faline, Bambi’s mother could never have been shot, and Man could not have been the predator that he was.”

„Die Kraft des Filmes liegt in seiner Realität. Es ist wirklich! Man kann hineingehen und mit diesen Tieren leben. Wenn jemals im Kinopublikum die Frage aufgekeimt wäre, ob die Tiere oder der Wald echt sind, hätten die Hunde niemals Feline jagen können, Bambis Mutter hätte nicht erschossen werden können und die Menschen hätten niemals die Bedrohung sein können, die sie sind.“

Die anfänglich noch heile Welt von Bambis Kinderzeit wird jäh zerstört, als er seine Mutter an die Jäger verliert. Diese Szene ist der zentrale Wendepunkt des Films, die sorglose, unschuldige Zeit der Kindheit ist vorbei. Hier arbeiteten die Macher viel mit indirekten Gestaltungsmitteln, um das vornehmlich junge Publikum unterbewusst anzusprechen. Es kommt die so genannte Off-Camera-Technik zum Einsatz. Der Tod von Bambis Mutter wird nicht im Bild gezeigt, ebenso wenig der Jäger, der sie erschießt, obwohl beides ursprünglich geplant war. So werden besonders Kinder gezielt angesprochen – ein Grund, warum sich diese Szene bei vielen jungen Kinogängern als früher „Kinderschock“ eingeprägt hat.

“Snow White and the seven Dwarfs is pure fairy tale and Pinocchio is a story of dreams come true. Only in Bambi the tears linger. In spite of humor, beauty and charm, even a lifetime does not diminish the memory of the shot that killed Bambi’s mother and the anguish felt for the lonely little deer. Love’s first kiss or the wave of a Blue Fairy’s wand could not undo this terrible moment. Its reality and truth were the story’s strength and the prime ingredient in making Bambi such a different picture.”

„Schneewittchen und die sieben Zwerge war ein Märchenfilm und Pinocchio ein Film über Träume, die wahr werden. Nur in Bambi blieben die Tränen unvergessen. Trotz viel Humor, Schönheit und Verzauberung kann auch eine ganze Lebenszeit die Erinnerung an den Schuss nicht auslöschen, der Bambis Mutter tötete und das Gefühl der Qual, das wir mit dem einsamen, kleinen Hirsch teilten. Weder der erste Kuss der Liebe noch der Zauberstab einer Blauen Fee machte diesen schrecklichen Moment ungeschehen. Realität und Wahrhaftigkeit sind die Stärken der Story und der Hauptgrund, warum Bambi ein so anderer Film wurde.“

Auch die Menschen sind im Film nie zu sehen, ihre Anwesenheit und ihr Wirken erschließt sich dem Zuschauer nur durch drohende Farbgebung und Musik sowie warnend rufende Krähenschwärme, Schüsse und fliehende Tiere.

### Visueller Stil
Bis heute ist der Film ein Meilenstein der Trickfilmtechnik und war Walt Disneys persönlicher Lieblingsfilm. Während der Dreharbeiten wurde im Studio ein kleiner Zoo mit Kaninchen, Stinktieren, Weißwedelhirschen und -kälbern etc. eingerichtet. Das Ziel der Disney-Zeichner war es, die Figuren vom bisherigen, relativ einfachen Cartoon-Stil früherer Filme hin zu lebensechter Darstellung im Aussehen und Verhalten zu führen, ohne jedoch den Zeichentrick-Charakter des Films zu zerstören. Sie sollten nicht, wie Disney erklärte, „wie Menschen in Hirsch-Kostümen wirken“. Besonders wichtig waren daher exakte Studien von lebenden Tieren und Menschenkindern. Bewegung, Verhalten und körperliches Aussehen der Zeichentrick-Hirsche entsprechen exakt ihren realen Vorbildern. Tausende von Studienzeichnungen, Modellen und Roh-Animationen über Bewegung, Skelettaufbau, Muskeln etc. von realen Tieren wurden angefertigt. Mimik und Gesichtsausdrücke hingegen wurden von Kleinkindgesichtern abgeschaut und auf die Tiergesichter übertragen. Auch hier wurde jeder Gesichtsausdruck, der bei kleinen Kindern auftreten kann, in aufwendigen Studien festgehalten. Durch diese Verschmelzung gelang es, die Tiere verblüffend menschlich, aber auch ohne Verlust ihrer arttypischen Tier-Attribute glaubhaft realistisch und lebendig darzustellen.
Auch die Hintergrundbilder erforderten umfangreiche Recherchen in der freien Natur. Der Künstler und Fotograf Maurice Day hatte den Auftrag, in den Wäldern des US-Bundesstaates Maine Aufnahmen zu machen. Er machte über Monate Tausende von Bildern, die die Wälder in allen Jahreszeiten und zu jeder Wetterlage zeigten: Bäume, Gräser, Licht, Morgentau, Mondlicht, Nebel, Schnee, Flüsse, Regen usw. Doch auch mit diesen Fotovorlagen standen die Zeichner vor einem zunächst unlösbar erscheinenden Problem: Wie sollten sie die unzähligen Zweige, Grashalme, die Millionen von Blättern zeichnen? Es wäre nicht nur eine Arbeit geworden, die durch die ungeheure Menge an Details unmöglich zu bewältigen war. Auch die Hauptdarsteller, die Tiere, hätten sich von diesen detaillierten Hintergründen nur unzureichend abgehoben.
Die Lösung fand schließlich Tyrus Wong, ein Künstler aus China, der bei Disney als einfacher Zwischenzeichner arbeitete. Als er dem Bambi-Team einige seiner Probezeichnungen präsentierte, wurde er sofort ins Team geholt. Wo vorher unzählige Details sichtbar waren, deutete Wong diese in den Ölgemälden seiner Hintergründe nur an, er nutzte mehr die Farben, das Licht und die Stimmung, die in einem Wald herrschen. Nur in wichtigen Bildausschnitten griff er auf die detaillierte Darstellung zurück. Mit einer vorher nie gesehenen Verschmelzung aus naturgetreuer Darstellung, westlichem Impressionismus und traditioneller chinesischer Malkunst verwandelte er den bloßen Hintergrund des Films, den Wald und die Natur, praktisch in einen eigenen, weiteren Darsteller mit eigener Persönlichkeit.
Eine weitere Besonderheit des Films sind seine expressionistischen, visuellen Abstraktionen in einigen Szenen. Etwa wenn Bambis Vater die Hirsche auf der Wiese vor den Menschen warnt, verschiebt sich die Filmfarbgebung sehr stark: Der Himmel bekommt ein schmutziges Grau, die vorher grüne Wiese ein bedrohliches, fahl leuchtendes Gelb. Eine noch nicht greifbare Gefahr liegt in der Luft. Bis auf die Protagonisten werden alle anderen fliehenden Tiere nur noch scherenschnittartig und einfarbig braun/gelb dargestellt. Fliehen Bambi, seine Mutter und sein Vater gemeinsam von der Wiese, laufen sie in einem hellen Lichtkeil, der sie wie eine Art Suchscheinwerfer erfasst, bis sie endlich das schützende Dickicht erreichen.
Im weiteren Filmverlauf verliebt sich Bambi in Feline, und dieses Glücksgefühl der beiden verschiebt die Weltsicht erneut. Dieses Mal romantisch verklärt, werden Büsche und Bäume zu weißen Wolken, in denen Bambi und Feline ihren Liebestanz aufführen. So lange, bis Ronno, Bambis Nebenbuhler, die Bühne betritt und das Bild jäh zerstört. Eine weitere – die extremste – Abstraktion folgt gleich darauf im Kampf zwischen Bambi und Ronno. Der Hintergrund wird immer undeutlicher und in bedrohlich dunklen, monochromen Farben dargestellt. Er löst sich am Ende in große rote und schwarze, abstrakte Bildteile auf, vor denen die Kämpfer dunkel, oft scherenschnittartig schwarz und umgeben von hellen Lichtsäumen, kämpfen. Ist der Kampf vorbei und Ronno vertrieben, kehrt die normale Darstellung zurück, und der bedrohlich abstrakt rot-schwarze Hintergrund geht in einen goldgelben Sonnenuntergang über.

## Rezeption

### Erfolg
Bei der Uraufführung im Jahr 1942 fuhr Bambi, wohl auch kriegsbedingt, noch Verluste ein. Nur etwa 1,23 Mio. US-Dollar Einnahmen standen den rund zwei Millionen US-Dollar Produktionskosten gegenüber. Erst ab der Wiederaufführung 1947 erreichte der Film die Gewinnzone. Anfangs ein Flop, rangierte Bambi bis zum Jahr 2007 in der Top-200-Rangliste der erfolgreichsten Filme in den Vereinigten Staaten; inflationsbereinigt sogar bis in die heutige Zeit (2008) in den Top 50. Ausschlaggebend dafür sind nur Kino-Einnahmen, nicht gezählt werden Einnahmen aus Video- und DVD-Verkäufen. Von der 2005 erschienenen DVD-Veröffentlichung wurden in den Vereinigten Staaten am ersten Tag über eine Million Exemplare verkauft.
Bambi rangiert bis in die Gegenwart (2008) auf der Liste der weltweit erfolgreichsten Filme und ist nach dem 1939 fertiggestellten Film Vom Winde verweht der zweitälteste Film in der nicht inflationsbereinigten „Worldwide Grosses“-Liste.

### Kontroverse
Besonders zwei Kontroversen gibt es bis heute zu dem Film. Die erste dreht sich darum, ob der Film für jüngere Kinder geeignet ist. Roger Ebert von der Zeitung Chicago Sun-Times fasste den Widerspruch 1988 zur Kino-Wiederaufführung passend zusammen: „Bambi ist ein sehr ernster Film. Ich weiß nicht, ob einige kleine Kinder dafür schon bereit sind […] In den Annalen der größten und traurigsten Momente der Kinogeschichte rangiert der Tod von Bambis Mutter ganz oben […] Diese Kinomomente sind wie eine Initiationspassage für Kinder eines bestimmten Alters: Sie gehen in den Film als Kinder, und kommen als traurigere, aber auch weisere Jugendliche wieder heraus.“
In der Tat schrieb der Tod von Bambis Mutter Filmgeschichte. Bambi war der erste Disney-Trickfilm, in dem ein Protagonist stirbt, also eine wichtige Figur, die nicht zu den Bösewichten gehört. Es gibt mehrere Berichte von Eltern, die mit ihren weinenden Kindern nach der Szene das Kino verließen. Auch die Jagdhunde, der Waldbrand im Finale und ein Fasan, der erschossen wird, verängstigten junge Kinobesucher und überraschten Eltern, die in einem Disney-Film solche Szenen nicht erwartet hatten.
Felix Salten beschreibt diese Szenen größtenteils in seinem Buch, Disney übernahm sie ohne große Veränderungen. Er nahm Kinder immer sehr ernst und vermied es, ihnen alles nur in einfachen, harmlosen Geschichten ohne jede ernsthafte Probleme darzustellen. Er setzte sie auch gewissen Schocks und Ängsten aus: die Furcht, die Mutter zu verlieren, die Angst vor dem Feuer und vieles mehr. Walt Disney selbst sagte dazu:

“I don’t believe in playing down to children, either in life or in motion pictures. I didn’t treat my own youngsters like fragile flowers, and I think no parent should. Children are people, and they should have to reach to learn about things, to understand things, just as adults have to reach if they want to grow in mental stature. Life is composed of lights and shadows, and we would be untruthful, insincere, and saccharine if we tried to pretend there were no shadows. Most things are good, and they are the strongest things; but there are evil things too, and you are not doing a child a favor by trying to shield him from reality. The important thing is to teach a child that good can always triumph over evil, and that is what our pictures attempt to do.”

„Ich halte nichts davon, Sachverhalte für Kinder zu verharmlosen, sei es im richtigen Leben oder im Film. Auch meine eigenen Kinder habe ich nicht wie Mimosen behandelt, und ich denke, niemand sollte dies tun. Kinder sind Menschen, und sie sollten sich anstrengen müssen, um Dinge zu lernen, Dinge zu verstehen, genau so wie Erwachsene sich anstrengen müssen, wenn sie sich mental weiterentwickeln wollen. Das Leben besteht aus Licht- und Schattenseiten. Und wir wären unehrlich, unaufrichtig und verniedlichend, wenn wir so tun, als gäbe es diese Schattenseiten nicht. Viele Dinge sind gut, und diese sind die stärksten Dinge, aber es gibt auch böse Dinge, und wir tun unseren Kindern keinen Gefallen, wenn wir sie vor der Realität abschirmen. Das wichtige ist, unsere Kinder zu lehren, dass das Gute immer über das Böse triumphieren kann. Und genau das ist es, was ich mit meinen Filmen versuche.“

Seltsam ist, dass bis heute insbesondere die niedlichen Szenen des Films im Kollektivgedächtnis der Menschen verankert sind, die nicht minder zahlreichen düsteren und ernsten Szenen hingegen kaum. Dies ist wohl der Hauptgrund, warum der Film (in dem auch der Tod, die Angst und der Schrecken in genauso eindringlichen Bildern und Szenen dargestellt werden wie die harmlosen und niedlichen Sequenzen) für den Ausdruck „Bambi-Syndrom“, der einen sentimental verklärten, verniedlichten Blick auf die Natur bezeichnet, Pate stehen konnte.
Die zweite Kontroverse dreht sich um die Darstellung der Menschen im Film. Schon vor der Premiere kam es zum Konflikt mit Jägern, die sich durch den Film diskreditiert sahen. Nachdem Raymond J. Brown, Redakteur beim Magazin „Outdoor Life“ den Film vorab sehen durfte, schickte er Walt Disney ein Telegramm und wies darauf hin, dass es illegal sei, im Frühling Hirsche zu jagen. Er befürchtete, dass der Film ein Zerrbild der Jäger als „gemeine, boshafte Zerstörer von Wildbeständen und natürlichen Ressourcen“ präsentiere. Er bat Disney, ein Vorwort vor den Film zu setzen, in dem klargestellt werde, dass Bambi eine Fantasie und keine repräsentative Darstellung der Jägerschaft sei. Nachdem er keine Antwort erhalten hatte, drängte er den Filmvertrieb, eine Vorbemerkung vor den Film zu setzen. Als auch dies fehlschlug, verdammte er Bambi als eine Beleidigung der amerikanischen Jäger und rief sie auf, sich gegen den Film zu wehren. Disney folgte mit dem Film zwar recht genau dem Thema von Saltens Buchvorlage, änderte aber die Darstellung der Menschen dahingehend, dass sie nie zu sehen sind und nur ihr Wirken gezeigt wird. Er stellt sie mehr wie eine höhere Naturgewalt, ein Erdbeben, eine Sturmflut oder einen Orkan dar. Er wollte Jäger nicht allgemein als Bösewichte darstellen. In der Originalfassung ist dann auch nur von „Man“ (dem Menschen) die Rede, erst die 2. deutsche Filmsynchronisation machte fälschlicherweise „Jäger“ daraus.
Auch Felix Salten, der selbst Jäger war und 15 Kilometer außerhalb Wiens ein eigenes Jagdrevier hatte, legte den Blickwinkel der Geschichte voll und ganz auf die Tiere. Die Geschichte wird komplett aus ihrer Sicht erzählt. Sowohl Salten als auch Disney ging es mehr darum, die Menschen vor zu sorglosem Umgang mit der Natur und ihren Geschöpfen zu warnen. Einige Kritiker betitelten den Film als einen der ersten Filme mit Öko-Botschaft. Radikale Tierrechtler spannen bis heute sowohl Buch als auch Film für ihre Ziele ein, während viele Jäger, besonders in den Vereinigten Staaten, den Film als „Anti-Jagd-Propaganda“ beschimpfen.

### Kritiken
- „Wenn die Duschszene in Psycho der Schocker der sechziger Jahre gewesen ist, und für mich ist das so, dann war das Äquivalent der gesamten vierziger Jahre die Szene, als Bambis Mutter stirbt. Und dann der Satz: ’Der Mensch hat den Wald betreten.’ Und das Feuer und die ungeheuer starken Appelle für Gewaltlosigkeit. […] Ich weiß, er ist ein Zeichentrickfilm, ich weiß, Klopfer hat den anderen die Schau gestohlen, ich weiß, es war eine Menge Niedlichkeit darin. Aber ich verließ das Kino als Bekehrter. Der Film strahlte damals und strahlt auch heute noch ein beängstigendes Gefühl von Realität aus, und das hat nichts mit der Realität zu tun, wie wir sie gern hätten.“ – William Goldman: Das Hollywood-Geschäft, 1986 (Adventures in Screen Trade), Bergisch Gladbach 1986[25]
- „Die Musik zu Bambi zählt zusammen mit der zu Pinocchio wohl zum Stärksten, was bei Disney für Zeichentrickfilme komponiert worden ist.“ – Michael Boldhaus, Cinemusic[26]
- „Ein Meisterwerk des Zeichentrickfilms in Farben von Walt Disney nach der Novelle von Felix Salten. Zu empfehlen!“ – 6000 Filme, 1963.[27]
- „Trotz der Vermenschlichung und Verniedlichung der Natur bietet dieser brillant animierte Zeichentrick-Klassiker mit seinen grotesken und rührenden Momenten liebenswerte Unterhaltung.“ – Lexikon des internationalen Films[28]

Es gibt auch Kritiken, die Bambi einen übertriebenen Einsatz des Kindchenschemas und andere psychologische Manipulationen des Zuschauers vorwerfen.

### Ehrungen
Bambi wurde vor allem bei der Oscarverleihung 1943 berücksichtigt, dort erhielt der Film drei Nominierungen, u. a. für die Titelmelodie Love Is a Song.
Des Weiteren wird der Film in einigen Bestenlisten geführt. So wurde zum Beispiel die Sterbeszene im Juli 2004 vom englischen Total Film Magazine auf Platz 6 der „50 Top Movie Death Scenes“ (50 berühmtesten Filmtode) gelistet. Das American Film Institute stellte im Juni 2003 die Liste der „100 Greatest Heroes and Villains“ (100 größten Helden und Schurken des amerikanischen Films) zusammen; die Menschen im Allgemeinen wurden dabei auf Platz 20 der „Schurkenliste“ gewählt. Darüber hinaus stufte es den Film im Jahr 2008 als drittbesten Zeichentrickfilm aller Zeiten ein.
Oscarverleihung 1943
- nominiert:
  - Bester Ton
  - Beste Filmmusik
  - Bester Song

Golden Globe 1948
- Spezialpreis für Walt Disney, unter anderem für die gelungene Hindi-Synchronisation

Genesis Awards 1988
- Prädikat Spielfilmklassiker

Satellite Awards 2005
- nominiert:
  - Außergewöhnliche Jugend-DVD für die restaurierte DVD-Version des Films

Library of Congress
- Aufnahme in das National Film Registry 2011

## Veröffentlichungen
- VHS
  - Walt Disney Meisterwerke: Bambi. 4. März 1994.[30]
  - Walt Disney Meisterwerke: Bambi. Special Edition. Walt Disney Home Video. 3. März 2005 (Neuauflage).[31]

- DVD
  - Bambi. Platinum Edition. 2-Disk-Set. Walt Disney Home Video. 2005.
  - Bambi (Diamond Edition). Walt Disney Studios Home Entertainment. 10. März 2011.
  - Bambis Abenteuer: Bambi (Diamond Edition) + Bambi 2. Boxset im Pappschuber. Walt Disney Studios Home Entertainment. 25. Februar 2016.[32]
  - Disney Classics 5: Bambi. Walt Disney Studios Home Entertainment. 12. April 2018.
  - 2-Film Collection: Disney Bambi. Film 1+2 im Pappschuber. Neuauflage. Walt Disney Studios Home Entertainment. 6. September 2018.

- Blu-ray Disc
  - Bambi. Diamond Edition. 2-Disk-Set: Blu-ray + DVD. Walt Disney Studios Home Entertainment. 10. März 2011.[33]
  - Bambi (Collector’s Edition), Film 1+2 im DigiBook. limitiert. Walt Disney Studios Home Entertainment. 25. Februar 2016.
  - Bambis Abenteuer: Bambi (Diamond Edition) + Bambi 2. Boxset im Pappschuber. Walt Disney Studios Home Entertainment. 14. Juli 2016.[34]
  - Disney Classics 5: Bambi. Walt Disney Studios Home Entertainment. 12. April 2018.
- Free-TV-Premiere
  - Die deutsche Free-TV-Premiere fand am 17. Mai 2012  in Sat.1 statt, also etwa siebzig Jahre nach der Erstpublikation. Direkt im Anschluss hatte auch der zweite Teil seine Premiere.[35]
- Soundtrack
  - Frank Churchill, Larry Morey, Edward Plumb: Bambi. An Original Walt Disney Records Soundtrack. Classic Soundtrack Series. Walt Disney Records, Burbank 1996, Nr. 60880-2